# Approssimazione diofantea
L'approssimazione diofantea è il campo della matematica che tratta dell'approssimazione dei numeri reali mediante numeri razionali. Prende il nome dal matematico greco Diofanto di Alessandria.

## Descrizione
La piccolezza della distanza (in valore assoluto) del numero reale da approssimare al numero razionale che lo approssima è una semplice misura della bontà dell'approssimazione. Una misura più fine considera bontà dell'approssimazione confrontando la differenza tra i due numeri con la grandezza del denominatore.
Attraverso l'uso di frazioni continue è possibile dimostrare che ogni convergente {\displaystyle p/q} di ogni numero irrazionale {\displaystyle \alpha } è tale che
{\displaystyle \left|\alpha -{\frac {p}{q}}\right|<{\frac {1}{q^{2}}}}
Questa disuguaglianza può essere migliorata fino a dimostrare che, per ogni irrazionale {\displaystyle \alpha }, esistono infiniti razionali {\displaystyle p/q} tali che
{\displaystyle \left|\alpha -{\frac {p}{q}}\right|<{\frac {1}{{\sqrt {5}}q^{2}}}}
Disuguaglianze più precise (ovvero dove {\displaystyle {\sqrt {5}}} è sostituito da un numero maggiore) possono avere un numero solo finito di soluzioni; questo è il caso se il numero irrazionale in questione è il numero aureo {\displaystyle \phi ={\frac {1+{\sqrt {5}}}{2}}}.
Joseph Liouville, nel 1844, dimostrò che se il numero {\displaystyle \alpha } è algebrico di grado n (cioè esiste un polinomio di grado n che lo ammette come radice, ma non esistono polinomi di grado inferiore con questa proprietà), allora per ogni numero razionale {\displaystyle p/q} vale
{\displaystyle \left|\alpha -{\frac {p}{q}}\right|>{\frac {A}{q^{n}}}}
per qualche costante A > 0. Liouville riuscì anche a costruire dei numeri che non verificano questa proprietà (i numeri di Liouville), che furono i primi esempi di numeri non algebrici, cioè trascendenti.
Anche questa disuguaglianza può essere migliorata. Axel Thue, Carl Ludwig Siegel e Klaus Roth migliorarono successivamente questo teorema: nel 1955, Roth enunciò quello che oggi è noto come teorema di Thue-Siegel-Roth, che afferma che per ogni {\displaystyle \varepsilon >0} esistono solamente un numero finito di razionali {\displaystyle p/q} tali che
{\displaystyle \left|\alpha -{\frac {p}{q}}\right|<{\frac {1}{q^{2+\varepsilon }}}}